# 서병훈
서병훈(徐炳勳, 1955년 9월 7일 ~ )은 대한민국의 정치학자이다. 현재 숭실대학교 정치외교학과 교수로 재직 중이다.

## 생애
부산에서 태어나 연세대학교 정치외교학과를 졸업하였다. 동 대학교 대학원에서 정치학 석사학위를 받은 뒤 미국 라이스대학교에서 정치학 박사학위를 얻었다. 1989년부터 숭실대에서 강의를 하고 있다. 2020년 2학기를 마지막으로 퇴임했다.

## 교수 생활
서양정치사상 및 이론을 전공하였으며, 플라톤과 존 스튜어트 밀의 사상에 대한 관심이 높다. 이러한 이유로 《자유론》과 《공리주의》, 《여성의 종속》 등 존 스튜어트 밀의 저서를 다수 번역·출간했고, 2010년 11월 현재 《대의정치론》을 번역 중에 있다. 그는 《자유의 미학》이라는 저서를 통해 플라톤과 근·현대 자유주의 간의 관계를 모색한 바가 있다. 최근에는 포퓰리즘을 비판적으로 고찰한 서적을 발간한 바가 있다.

## 저서
- 《민주주의의 이론과 실제》, (서울 : 형설출판사, 1990), ISBN 2008288007726
- 《라틴아메리카의 도전과 좌절》, (서울 : 나남, 1991), ISBN 2000989001973
- 《버마식 사회주의》, (마산 : 경남대학교 극동문제연구소, 1991)
- 《다시 시작하는 혁명 : 아옌데와 칠레식 사회주의》, (서울 : 나남, 1991), ISBN 2000989001645
- 《사회주의 실험 : 쿠바와 니카라과》, (서울 : 인간사랑, 1992), ISBN 897418088X
- 《세계정치의 쟁점과 이해》, (서울 : 박영사, 1993), ISBN 9788974181994
- 《자유의 본질과 유토피아 : 존 스튜어트 밀의 정치사상》, (서울 : 사회비평사, 1995), ISBN 9788930070577
- 《한국 정치 동태론》, (서울 : 오름, 1996), ISBN 9788977780293
- 《법, 입법, 그리고 자유 3권》, 프리드리히 하이에크 지음, (서울 : 자유기업센터, 1997), ISBN 9788987579283
- 《시원으로의 회귀 : 고전과의 대화 》, (서울 : 나남, 1999), ISBN 9788930036900
- 《자유의 미학 : 플라톤과 존 스튜어트 밀》, (서울 : 나남, 2000), ISBN 9788930037778
- 《세계화과정에서 공동체주의 : 이념과 국가》, (서울 : 나남, 2002)
- 《윤리학 서설》, 토마스 힐 그린 지음, (서울 : 한길사, 2004), ISBN 9788935654963
- 《자유론》, 존 스튜어트 밀 지음, (서울 : 책세상, 2005), ISBN 9788970134833
- 《여성의 종속》, 존 스튜어트 밀 지음, (서울 : 책세상, 2006), ISBN 9788970135502
- 《공리주의》, 존 스튜어트 밀 지음, (서울 : 책세상, 2007), ISBN 9788970136226
- 《포퓰리즘 : 현대 민주주의의 위기와 선택》, (서울 : 책세상, 2008), ISBN 9788970136783